# Alessio Sartori
Alessio Sartori (* 13. November 1976 in Terracina) ist ein italienischer Ruderer, der drei olympische Medaillen gewinnen konnte.

## Karriere
Sartori gewann bei den Junioren-Weltmeisterschaften 1993 und 1994 jeweils den Titel im Einer. Im Jahr seines zweiten Juniorentitels siegte er auch zum ersten Mal in der Erwachsenenklasse, als er mit dem Doppelvierer den Titel holte. Nachdem er 1995 seinen zweiten Weltmeistertitel gewonnen hatte, folgte 1996 ein schwächeres Jahr des Doppelvierers: Die Crew ruderte bei den Olympischen Spielen lediglich auf den vierten Platz. 1998 gewann Sartori seinen dritten Weltmeistertitel, 2000 folgte dann der Olympiasieg mit dem Doppelvierer. Nach dem Olympiasieg ruderte Sartori meist mit Rossano Galtarossa im Doppelzweier, 2003 gewannen die beiden bei den Weltmeisterschaften Silber hinter den Franzosen Sébastien Vieilledent und Adrien Hardy. Bei den Olympischen Spielen 2004 gewannen die beiden Franzosen vor den slowenischen Titelverteidigern Luka Špik und Iztok Čop, dahinter erhielten Galtarossa und Sartori die Bronzemedaille. 
2006 stieg Sartori vom Skull auf das Riemenrudern um. Mit dem italienischen Achter gewann er 2006 ebenso Silber wie ein Jahr später mit dem Vierer ohne Steuermann. Bei den Olympischen Spielen 2008 belegte Sartori mit dem Vierer ohne aber nur den elften Rang. Ab 2009 kehrte Sartori zurück zu den Skullbooten und ruderte zumeist im italienischen Doppelvierer. Zusammen mit Romano Battisti qualifizierte er sich 2012 in Luzern für die Olympischen Spiele in London, wo die beiden Silber im Doppelzweier gewannen.
2000 nach seinem Olympiasieg wurde Alessio Sartori mit dem Titel Komtur des Verdienstordens der italienischen Republik ausgezeichnet. 

## Erfolge

### Olympische Spiele
- 1996: Platz 4 im Doppelvierer mit Massimo Paradiso, Alessio Sartori, Rossano Galtarossa, Alessandro Corona
- 2000: Gold im Doppelvierer mit Simone Raineri, Rossano Galtarossa, Alessio Sartori, Agostino Abbagnale
- 2004: Bronze im Doppelzweier mit Rossano Galtarossa, Alessio Sartori
- 2008: Platz 11 im Vierer ohne Steuermann
- 2012: Silber im Doppelzweier mit Alessio Sartori, Romano Battisti

### Weltmeisterschaften
- 1994: Gold im Doppelvierer mit Massimo Paradiso, Alessio Sartori, Rossano Galtarossa, Alessandro Corona
- 1995: Gold im Doppelvierer mit Massimo Paradiso, Alessandro Corona, Rossano Galtarossa, Alessio Sartori
- 1998: Gold im Doppelvierer mit Alessio Sartori, Rossano Galtarossa, Agostino Abbagnale, Alessandro Corona
- 2001: Bronze im Doppelzweier mit Rossano Galtarossa, Alessio Sartori
- 2003: Silber im Doppelzweier mit Rossano Galtarossa, Alessio Sartori
- 2006: Silber im Achter
- 2007: Silber im Vierer ohne Steuermann mit Carlo Mornati, Alessio Sartori, Niccolò Mornati, Lorenzo Carboncini